# Битюг

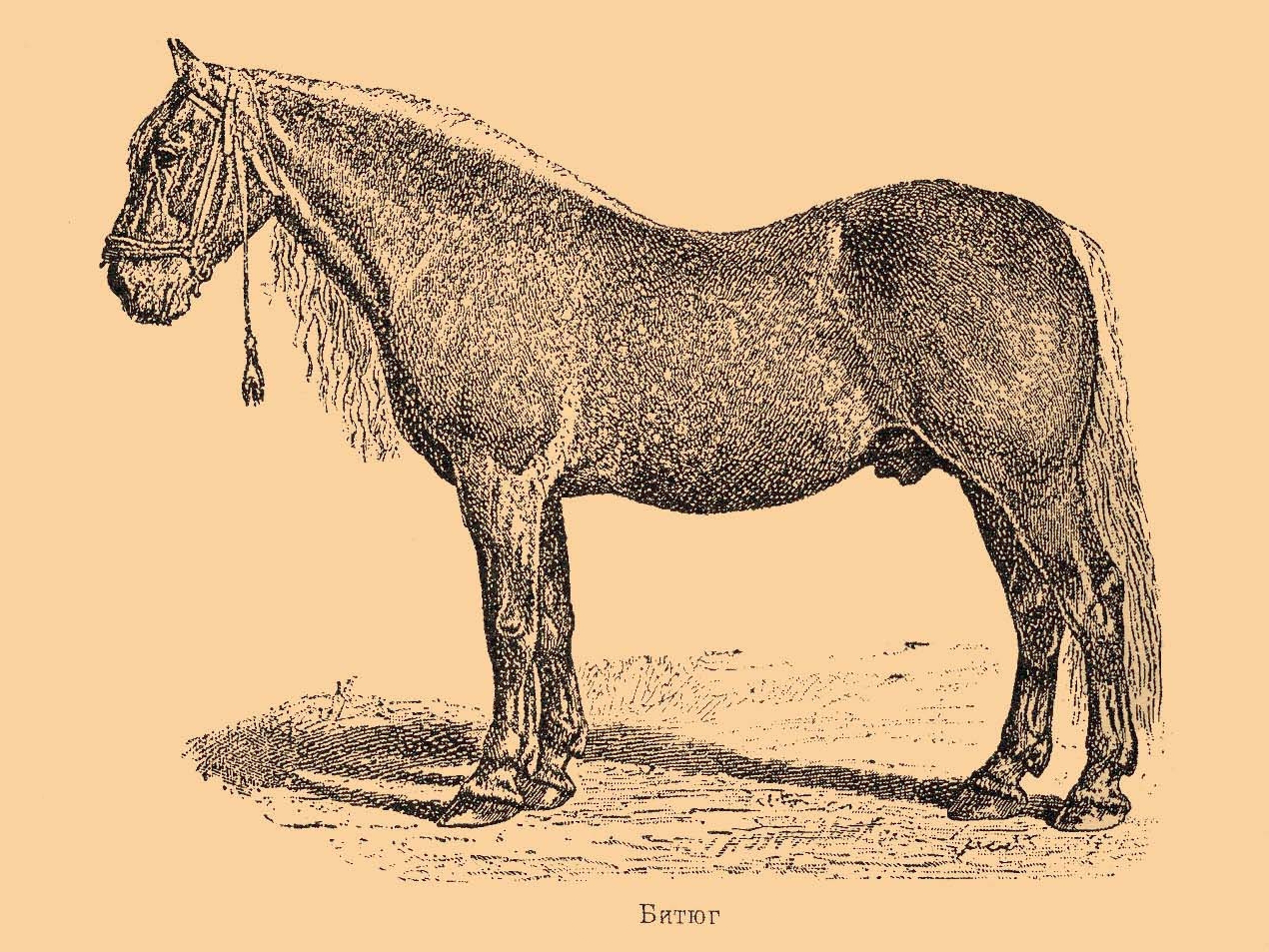
Битюг (фото з «ЕСБЄ»)

Битю́г — російська порода ваговозних коней; виведена у 18 столітті у Воронезькій губернії в селах по річці Битюгу схрещуванням місцевих запряжних коней з кіньми різних порід і типів.
Битюги були середні на зріст, мали міцну будову тіла, спокійний темперамент; їх використовували на транспортних роботах. В кінці 19 століття битюгів почали схрещувати з іноземними ваговозами, а потім з рисаками, в результаті чого власне битюги, якими славилась Воронезька губернія, зникли. Тепер розводять близького за типом до битюгів воронезького запряжного коня. Він витривалий і невимогливий до корму, відзначається доброю вантажопідйомністю.